# Бронниці
Бронниці — місто обласного підпорядкування в Московської області Росії.
Розташований за 52 км на південний схід від Москви і за 13 км від залізничної станції Бронниці, на перетині федеральної автодороги М-5 Урал" і Московського малого кільця. Пристань на річці Москві. Територія міста 2100 га.

## Історія

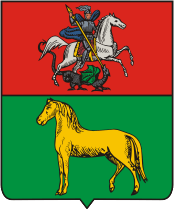
Герб (1883)

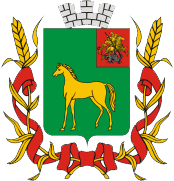
Герб (1991—2005)

Бронниці відомі з 1453, а лише велике торгове село Бронічі на Астраханському тракті. Село було вотчиною московських князів, потім — російських царів. В кінці XVII століття, за царя Федора Олексійовича, у Бронниці був заснований кінний завод.
При Петрі I село було передано князю Олександру Меншикову. У 1727 році знову відійшло до палацового відомства.
Указом Катерини II від 5 жовтня 1781, у зв'язку з установою нового адміністративного поділу, Бронниці отримали статус повітового міста, ставши центром новоствореного Бронницького повіту Московської губернії. Великих збитків місту завдала французька армія, що залишила Москву восени 1812 року.
16 квітня 1964 року в місті відбулися масові заворушення — близько 300 осіб розгромили КПЗ, де від побоїв помер мешканець міста. До кримінальної відповідальності притягнуто 8 осіб.
У 1990 році Бронниці включені до переліку історичних міст Росії.
У 1992 році Бронниці отримали статус міста обласного підпорядкування і нову міську межу, відповідно до якої площа міста збільшилася з 600 га до 2216 га

## Розвиток
В даний час прийнятий генеральний план розвитку м. Бронниці. Розвиток міста планується в рамках існуючих територій за рахунок площ, що в наш час[коли?] не використовуються. Прогнозується, що до 2020 року площа житлового фонду міста зросте з 449,2 тис. м² до 750,7 тис. м². У цьому чисельність населення збільшиться до 25 000 осіб.
C 2009 року закрито рух вантажного транспорту по автомобільному мосту через річку Москва в межах м. Бронниці. У 2011 р. планується початок будівництва нового моста в 30 метрах нижче за течією.

## Економіка
У Бронниці розвинена легка промисловість (рукавична і швейна фабрики), виробництво ювелірних виробів (ВАТ «Бронницкий ювелір»). Також працюють ливарно-механічний завод, підприємства дерево-і металлобработки, м'ясокомбінат. Раніше працював цегельний завод.

## Культура
У Бронниці працює цілий ряд освітніх установ: чотири загальноосвітні школи, з яких одна вечірня, філія Московського автодорожнього інституту, автодорожній коледж, філія Московського державного агроінженерского університету. Діє дитяча школа мистецтв (має відділення: фортепіано; народних інструментів — балалайка, баян, акордеон; вокальне — естрадне, народне, хорове; духове), культурно-дозвільний центр «Бронниці» (на базі якого функціонують народна вокальна естрадна студія «Ромашка» і «Світлячок», народний колектив «Веселуха», народний колектив «Гармонія», танцювальна студія), молодіжний центр «Алібі» (спеціалізується на проведенні конкурсів «Міс та Містер Бронниці», організації та проведенні рок-концертів та щорічного Дня молоді). У місті Бронниці (на базі Будинку дитячої творчості) у 1999-му році була заснована нині популярна в Росії рок-група «Гран-Кураж». Пізніше, в 2001 році, утворилася треш-група «Krest», під керуванням Володимира «VEL» Зіборова (ex-«Лісоповал»).
Також у місті функціонують виставковий зал з постійно оновлюваною експозицією, краєзнавчий музей; міська та дитяча бібліотеки. Є міське ефірне телебачення (45-дециметровий канал). Видається газета «Бронницкий новини».

## Спорт
У Бронниці на озері Більському розташований спортивний комплекс. Діють спеціалізована дитячо-юнацька школа олімпійського резерву та державне училище олімпійського резерву, спеціалізації: веслування на байдарках і каное, футбол.
З березня 1996 року в місті двічі на рік (у другі вихідні березня і в передостанні вихідні листопада) проходять відкриті особисті першості міста Бронниці по зимовому берегового спінінгу.

## Цікаві місця

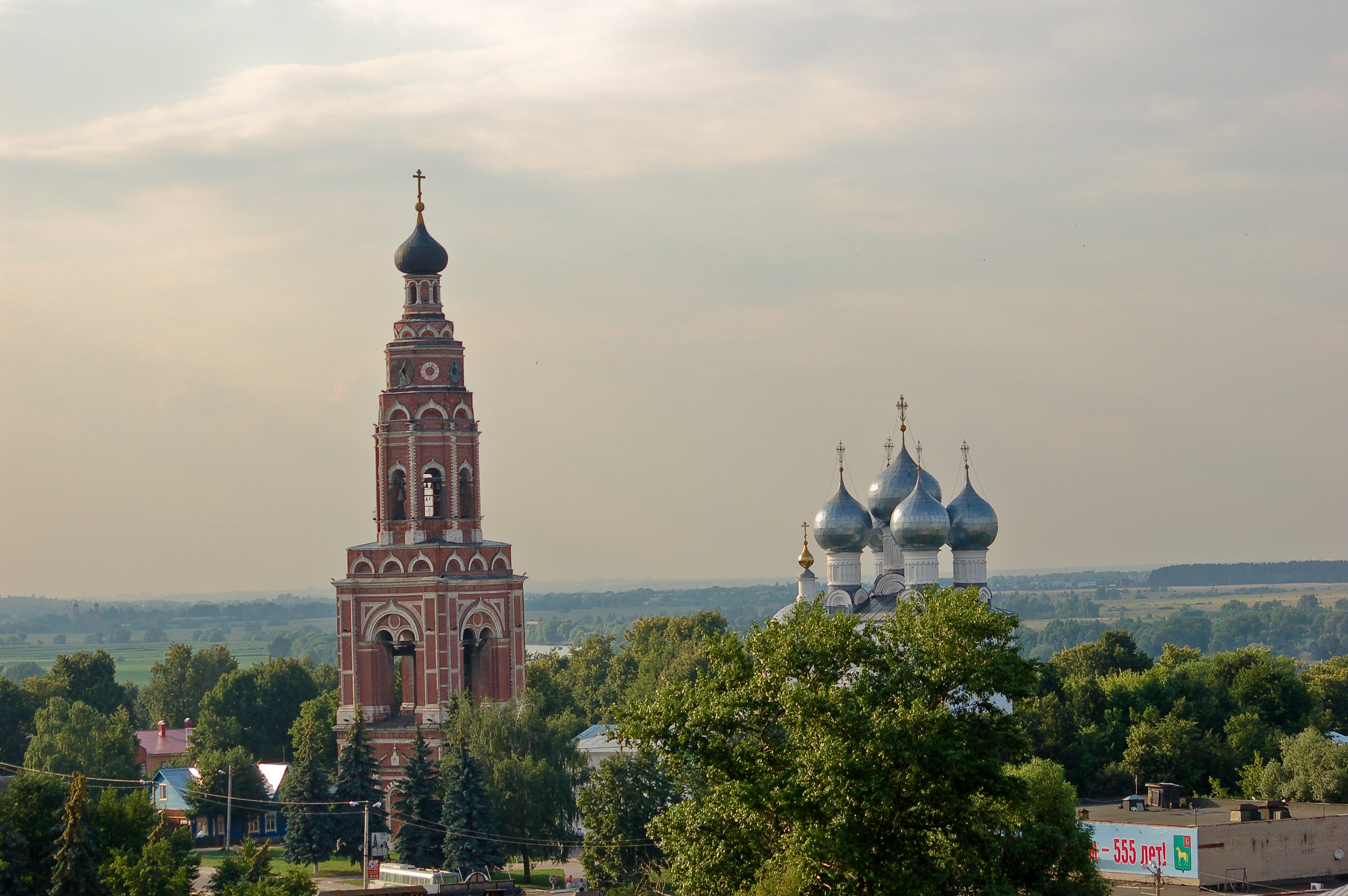
Символ міста — Собор Архангела Михайла і Дзвіниця

Архангельський собор (1705) і казарми кінного полку (початок XIX століття) належать до пам'яток архітектури; примітні також церкви Іоанна Милостивого і Успіння Божої Матері (обидві — споруди XIX століття). Центральна частина міста зберегла регулярне планування кінця XVIII століття. З весни 2010 року на Дзвіниці знову діють годинник з боєм.

## Відомі люди
У Бронниці деякий час жив і похований Іван Пущин, декабрист і друг поета О. С. Пушкіна. Великий внесок у розвиток міста внесли й прямі нащадки Пушкіна — старший син О. О. Пушкін (з 1862 року по 1866 — мировий посередник у Бронницькому повіті) і особливо онук — Олександр Олександрович-молодший. Онук поета з 1890 був земським начальником, а з 1897 року по 1916 — головою Бронницької повітової земської управи. О. О. Пушкін похований у Бронниці, йому встановлено пам'ятник.
У Бронниці також похований декабрист М. О. Фонвізін.
Уродженцями міста є:
- Волков Сергій Петрович — російський краєзнавець, письменник, педагог.
- Маньківський Григорій Ілліч — член-кореспондент АН СРСР, лауреат Сталінської премії.